# Stará Bělá
Stará Bělá je od 24. listopadu 1990 městským obvodem statutárního města Ostravy. Obvod leží asi 10 km jihozápadně od centra Ostravy. Protéká jím potok Starec (původně Bělá).

## Historie a pověst
Stará slovanská osada vznikla pravděpodobně v polovině 13. století, první písemnou zmínku nalezneme v listině olomouckého biskupa Bruna z roku 1272. V roce 1408 obdržel lénem Bělou a Výškovice Hanuš z Bělé – zde se poprvé objevuje jméno Stará Bělá (Antiquo Byele). Posledním majitelem Zábřehu, jehož součástí byly Výškovice a Stará Bělá od roku 1590, byla olomoucká kapitula, která jej držela až do zrušení poddanství v roce 1848. V roce 1941 byla Stará Bělá připojena k Moravské Ostravě. Obec byla během druhé světové války osvobozena Rudou armádou dne 1. května 1945. V roce 1954 se obec osamostatnila. V roce 1960 byla místní část Cikánka připojená ke Krmelínu a místní část Paseky k Ostravě. Samotná Stará Bělá se součástí Ostravy stala 1. ledna 1975. V obci se dne 20. 8. 1843 narodil český duchovní a hudební skladatel Ludvík Holain (skonal 17. 8. 1916)

### Farnost
Místní farnost je poprvé písemně doložena roku 1506. Spadaly do ní ještě obce Nová Bělá, Proskovice, Výškovice a Krmelín. Výškovice byly od roku 1966 přifařeny k Zábřehu. Původní dřevěný kostelík sv. Mikuláše byl roku 1780 stržen a nahrazen zděným kostelem sv. Jana Nepomuckého. Husův sbor byl v obci postaven roku 1924. 
Ve farnosti se narodil 20. 8. 1843 Ludvík Holain (ř. k. kněz, vysvěcen 1869), regenschori u sv. Mořice v Kroměříži a farář v Olomouci-Slavoníně. 
V době od 1. 8. 1934 do 30. 9. 1935 byla farnost prvním působištěm novokněze P. Josefa Střídy (1909–1998), v letech 1948–1952 vězně komunistického režimu. 

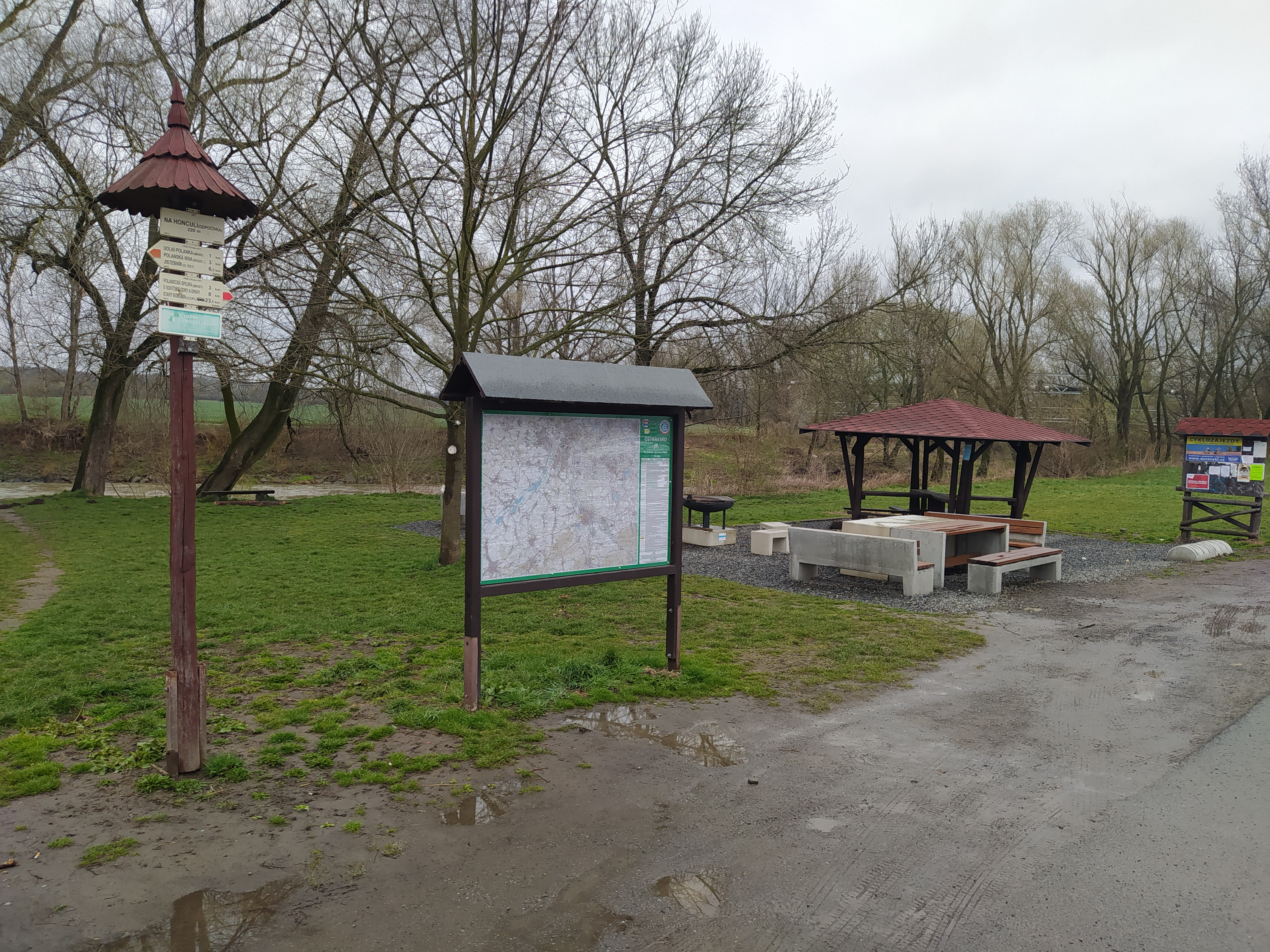
Na Honculi

## Památky
V centru města v blízkosti hřbitova a bývalého panského dvora se nachází pozůstatky vodní tvrze zbudované Hanušem z Dětřichovic (Větřkovic u Příbora) kolem roku 1408. Roku 1422 byla tvrz postoupena pánům z Cimburka. První písemná zmínka o tvrzi ve Staré Bělé je však až z roku 1476. Tvrz byla naposled obývána vdovou po Ladislavovi z Kadaně Zuzanou Preissovou z Nového Jičína v první polovině 16. století.
Další památkou je kostel svatého Jana Nepomuckého vysvěcený roku 1801.

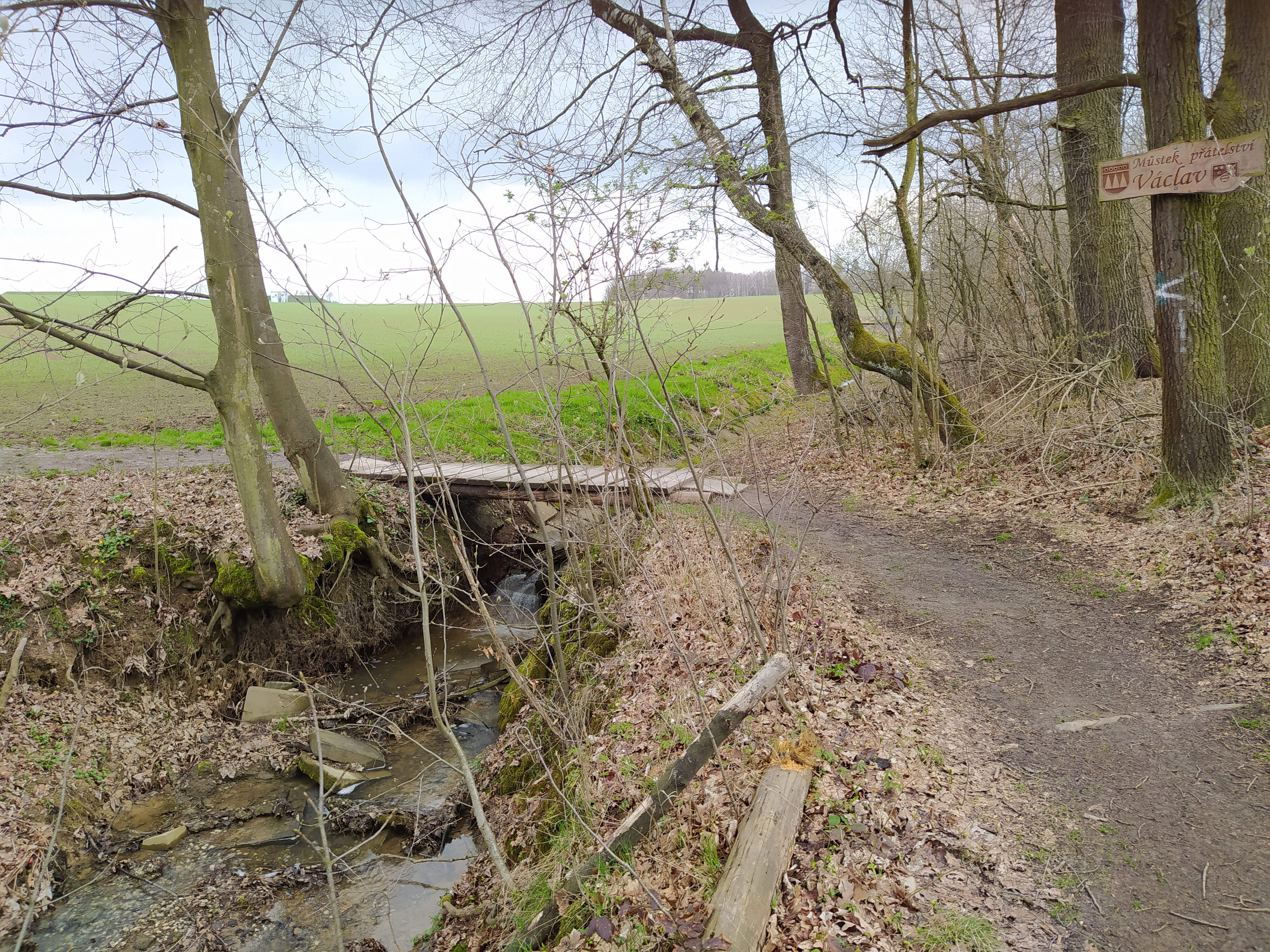
Můstek přátelství Václav

## Symboly
Znak a prapor byly uděleny usnesením Rady města Ostravy číslo 3481/88 z 6. 9.1994.
Znak
V červeném štítě pod červenou hlavou s pěti stříbrnými kroužky tři stříbrné kužely nad červenou patou.
Prapor
List tvoří tři svislé pruhy v poměru 1:2:1, žerďový a vlající bílý a prostřední opakující znak.